# دونالد ستوكر
دونالد ستوكر (بالإنجليزية: Donald Stoker)‏ هو كاتب غير روائي أمريكي، ولد في 26 أغسطس 1964.